# Державин Володимир Миколайович
Володимир Миколайович Державин (30 січня 1899, Санкт-Петербург — 7 березня 1964, Аугсбург, Німеччина)  — український літературознавець та критик, один з активних діячів Мистецького українського руху. Поет, перекладач. Член НТШ та Української Вільної Академії Наук.

## Життєпис
Державин закінчив історико-філологічний відділ Харківського університету. Тема його дипломної роботи була Стиль і композиція шостої рапсодії «Одисеї».
У 1922 р. став аспірантом при кафедрі європейської культури Харківського інституту народної освіти. Завдяки науковій праці «Панщина в римському колонаті» став науковим співробітником інституту в 1925 р. Державин був автором передмов до публікацій неокласиків Миколи Зерова та Павла Филиповича.
В березні 1938 р. став доцентом з латини і від 1940 р. — з історії давнього Сходу.
У 1941 р. захистив кандидатську дисертацію на тему «Атенська політія Ксенофонта» і одержав професорську позицію з давньої історії, яку обіймав до 1943 р.
Після Другої світової війни Державин опинився в Німеччині і став одним з активних діячів Мистецького українського руху. В анкетах про свою національність Державин вказував «українець з переконання».
Державин був професором в Українському вільному університеті в Мюнхені, де викладав загальне мовознавство в 1947—1951 рр. Дипломну роботу в Державина захищала відома поетеса Емма Андієвська. Державин згодом написав схвальну статтю про її першу збірку поезій.
Державин був паралізований від 1960 р. і помер в 1964 р. Його поховано в м. Аугсбург.

## Наукова робота
Завдяки своїй широкій ерудиції Державин працював у декількох гуманітарних науках. До його наукових інтересів відносилися історія давнього Сходу, українське літературознавство, мовознавство.
Друкувався у журналах «Культура і побут», «Життя і революція», «ВАПЛІТЕ», «Червоний шлях» та ін.

### Окремі праці
- Державин В. Афоризми. — Мюнхен, 1966. — 70 с.
- Державин В. Курс загального мовознавства. — Авгсбурґ, 1947. — 93 с.
- Державин В. Література і літературознавство. Вибрані теоретичні та літературно-критичні праці /Упоряд. та авт. передм. С. І. Хороб. — Івано-Франківськ: Плай, 2005. — 492 с.

### Статті та передмови
- Державин В. Нові течії в американській філософії, 1927.
- Державин В. Драматична тетралогія Миколи Куліша / В. Державин // Червоний шлях. — 1928. — № 1. — С. 75-92.
- Державин В. Еміль Золя і натуралістичний роман // Золя Е. Твори Т. 1. Щастя Ругонів [Архівовано 24 листопада 2021 у Wayback Machine.]. — ДВУ, 1929. — С. XIII — XLVI.
- Державин В. Сучасна українська історична белетристика // Критика. — 1929. — 12. — С. 31-51.
- Державин В. Історична белетристика Б. Лепкого // Критика. — 1930. — Кн. 5. — С. 27-48.
- Державин В. Національна література як мистецтво // Укр. слово: Хрестоматія української літератури та літературної критики XX століття. — К.: Аконіт, 2001. — Кн. 3. — С. 600—620.
- Державин В. Поезія Емми Андієвської // Кур'єр Кривбасу. — 2004. — № 170. — С. 96-107.
- Державин В. Поезія Михайла Ореста і неокласицизм // Там само. — С. 621—627.
- Державин В. Три роки літературного життя в еміграції. 1945—1947 (Про творчість Л. Лимана). — Мюнхен: Академія, 1948. — 29 с.
- Derzhavyn V. Gelb und Blau: Moderne ukrainische Dichtung in Auswahl. — Augsburg, 1948. — 46 p.
- Державин В. Українська поезія і її національна чинність // Антологія української поезії. — Лондон: СУМ, 1957. — С. 15-24.
- Державин В. Фантастика у «Страшній помсті» Гоголя // Сорочинський ярмарок на Невському проспекті: Українська рецепція Гоголя / Упоряд. В. Агеєва. — К.: Факт, 2003. — С. 252—265.